# 美国军事行动时间线
美國歷史上發生或參與具有重大影響的戰爭列表。左方戰爭名稱以美國稱法為準，括號裡是中文比較普遍的稱法。右方為戰爭發生（內戰）或美方參與（對外戰爭）之時間，底下為該戰爭之簡述。請注意，美國政府單獨援助的情況、沒有軍事人員參與的情況、中央情報局的業務，也被本列表排除在外。

## 建國時期（1776－1819年）
- 美國革命戰爭（美国独立战争）：1776－1783年
- 加拿大戰役 ：1776 - 1777年
- 謝司起義：1786－1787年
- 威士忌叛亂：1794年
- 弗里斯叛亂：1799－1800年
- 巴巴利戰爭
  - 第一次巴巴利战争
  - 第二次巴巴利戰爭：1815年
- 1812年戰爭：1812－1815年

## 西進擴張時期（1820－1865）
- 美墨戰爭 1846 - 1848年
- 阿魯斯圖克戰爭 1838-1839年
- 美國內戰（美国 南北战争）：1861－1865年

## 後內戰時期（1865年－1918年）
- 印地安戰爭：1865－1890年
- 美西戰爭：1898年
- 美菲戰爭：1899－1913年
- 八國聯軍：1900年
- 入侵海地：1915年
- 第一次世界大戰：1917－1918年

## 戰間期（1918年—1941年）
戰間期是指第一次和第二次世界大戰間的時間

## 第二次世界大戰（1941年－1945年）
- 第二次世界大戰：1941－1945年

## 冷戰時期（1945－1991）

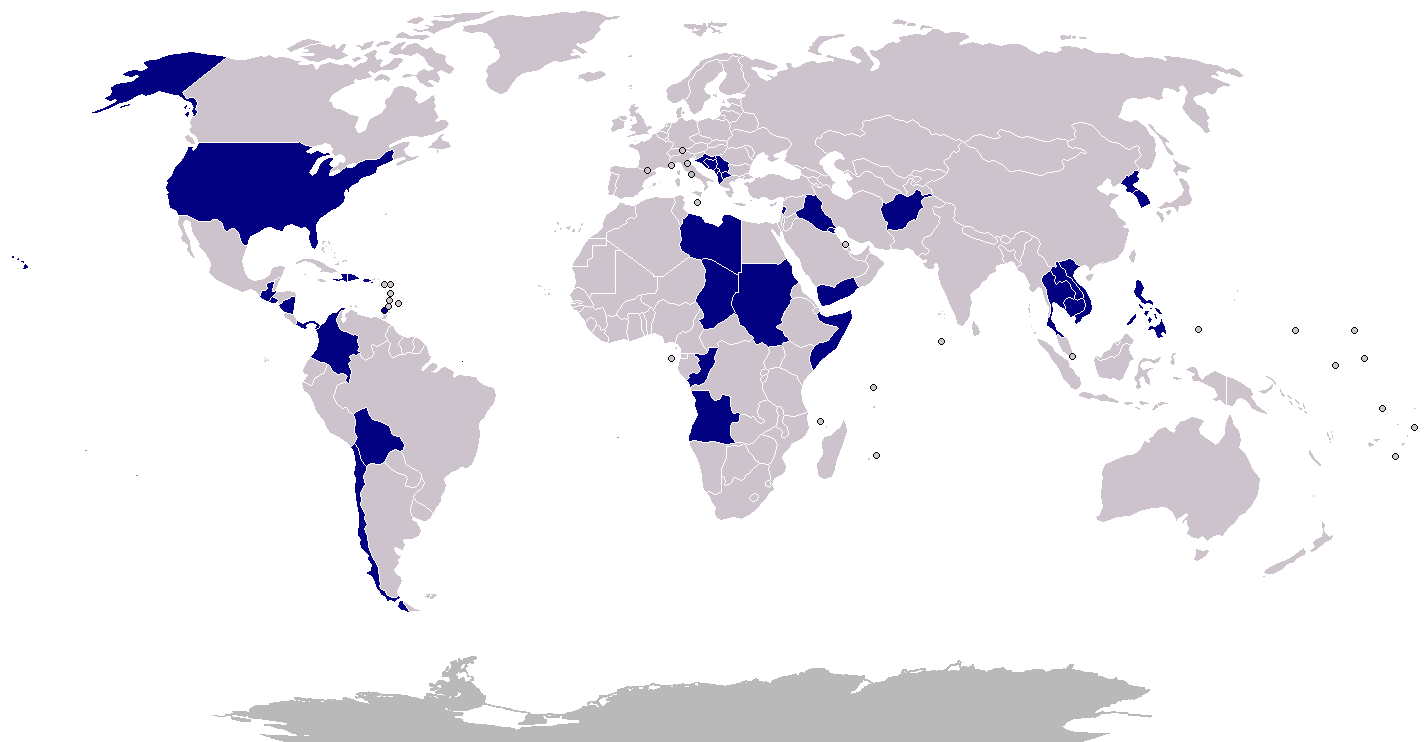
1950年以來的美國軍事行動圖

- 朝鲜戰爭：1950－1953年
- 美軍入侵黎巴嫩：1958年
- 越南战争：1961－1975年
- 入侵豬灣：1961年
- 古巴飛彈危機：1962年
- 入侵多明尼加共和國：1965年
- 轟炸寮國與柬埔寨：1968年
- 入侵柬埔寨：1970年
- 后卫II行动：1972年
- 常風行動：1975年
- 鷹遷行動：1975年
- 馬亞圭斯號事件：1975年
- 板門店事件：1976年
- 鷹爪行動：1980年
- 錫德拉灣事件：1981年
- 入侵格瑞那達：1983年
- 錫德拉灣行動：1986年
- 空襲利比亞：1986年
- 靈敏射手行動：1987年
- 摯誠意志行動（英语：Operation Earnest Will）：1987－1988年
- 良機行動（英语：Operation Prime Chance）：1987－1988年
- 螳螂行動：1988年
- 黃金野雉行動（英语：Operation Golden Pheasant）：1988年
- 第二次錫德拉灣事件：1989年
- 古典意志行動（英语：Operation Classic Resolve）：1989年
- 正義行動（入侵巴拿馬）：1989年
- 沙漠之盾行動（波斯灣戰爭）：1990－1991年

## 後冷戰時期（1991年—）
老布殊（任期1989年1月—1993年1月）
- 提供舒適行動：1991－1996年
- 銀砧行動（英语：Operation Silver Anvil）：1992年
- 履行承諾行動（英语：Operation Provide Promise）：1992－1996年
- 南方守望行动：1992－2003年
- 恢復希望行動（率聯合特遣部隊（英语：Unified Task Force）介入索馬利亞內戰）：1992－1995年

比尔·克林顿（任期1993年1月—2001年1月）
- 聯合國索馬利亞行動二號（英语：United Nations Operation in Somalia II）：1993－1995年
- 艾琳行动：1993年
- 拒絕飛行行動（英语：Operation Deny Flight）：1993年
- 巴尼亞盧卡事件：1994年
- 維護民主行動（英语：Operation Uphold Democracy）：1994－1995年
- 慎重武力行動（轟炸波士尼亞與赫塞哥維納）：1995年
- 可靠回應行動（英语：Operation Assured Response）：1996年
- 快速反應行動（英语：Operation Quick Response）：1996年
- 沙漠襲擊行動：1996年
- 銀牌行動（英语：Operation Silver Wake）：1997年
- 沙漠之狐行动（轟炸伊拉克）：1998年
- 牧羊人行動（英语：Operation Shepherd Venture）：1998年
- 無限延伸行動（報復1998年美國大使館爆炸案）：1998年
- 盟军行动（科索沃战争）：1999年

小布殊（任期2001年1月—2009年1月）
- 持久自由行動（反恐戰爭，九一一襲擊事件後的解決方案）：2001年－
- 持久自由行動 – 阿富汗（阿富汗戰爭）：2001－2014年
- 持久自由行動 – 菲律賓（英语：Operation Enduring Freedom – Philippines）：2002 - 2015年
- 持久自由行動 – 非洲之角（英语：Operation Enduring Freedom – Horn of Africa）：2002年－
- 伊拉克自由行動（伊拉克戰爭）：2003－2011年
- 介入第二次利比里亞內戰：2003年
- 介入2004年海地政變：2004年
- 介入巴基斯坦西北部戰爭：2004年－
- 坎波尼戰役（英语：Battle of Ras Kamboni）：2007年
- 持久自由行動 – 跨撒哈拉（英语：Operation Enduring Freedom – Trans Sahara）：2007年－
- 介入南奥塞梯戰爭：2008年

贝拉克·奥巴马（任期2009年1月—2017年1月）
- 阿拉薩之戰（英语：Battle of Alasay）：2009年
- 甘加爾之戰（英语：Battle of Ganjgal）：2009年
- 莫赫塔拉克行動（英语：Operation Moshtarak）：2010年
- 龍擊行動（英语：Operation Dragon Strike）：2010年
- 新黎明行動（英语：Operation New Dawn）：2010－2011年
- 奧德賽黎明行動（2011年多国武装干涉利比亚）：2011年
- 海神之矛行動（突襲奥萨马·本·拉登）：2011年
- 在乌干达开展军事行动：2011—2017年
- 布洛馬爾人質救援行動：2013年
- 轟炸青年黨 (索馬利亞)：2013年
- 堅定決心行動 （在叙利亚和伊拉克對伊斯蘭國的軍事打擊）2014年－
- 轟炸伊拉克：2014年
- 薮猫行动：2014年
- 轰炸叙利亚：2014年－
- 介入喀麥隆博科聖地叛亂：2015年－
- 美國聯軍空襲敘利亞政府軍事件：2016年
- 空袭利比亚：2016年

唐纳德·特朗普（任期2017年1月—2021年1月）
- 轟炸敘利亞沙伊拉特：2017年
- 轟炸敘利亞大馬士革和霍姆斯：2018年
- 轟炸青年黨 (索馬利亞)：2018年－
- 轟炸巴格達國際機場（突襲卡西姆·苏莱曼尼）：2020年

喬·拜登（任期2021年1月—至今）
- 轟炸青年黨 (索馬利亞)：2021年－
- 阿富汗喀布尔撤离行动：2021年
- 繁荣卫士行动：2023年—